# Марс (Пенсільванія)
Марс (англ. Mars) — місто (англ. borough) в США, в окрузі Батлер штату Пенсільванія. Населення — 1458 осіб (2020).

## Географія
Марс розташований за координатами 40°41′49″ пн. ш. 80°0′51″ зх. д. / 40.69694° пн. ш. 80.01417° зх. д. (40.696949, -80.014098).  За даними Бюро перепису населення США в 2010 році місто мало площу 1,22 км², уся площа — суходіл.

## Демографія
Згідно з переписом 2010 року, у селищі мешкало 1699 осіб у 693 домогосподарствах у складі 380 родин. Густота населення становила 1394 особи/км².  Було 729 помешкань (598/км²).
Расовий склад населення:
| - 97,3 % — білих - 0,8 % — азіатів - 0,7 % — чорних або афроамериканців |

До двох чи більше рас належало 1,0 %. Частка іспаномовних становила 1,4 % від усіх жителів.
За віковим діапазоном населення розподілялося таким чином: 17,1 % — особи молодші 18 років, 51,4 % — особи у віці 18—64 років, 31,5 % — особи у віці 65 років та старші. Медіана віку мешканця становила 49,5 року. На 100 осіб жіночої статі у селищі припадало 78,1 чоловіків;  на 100 жінок у віці від 18 років та старших — 73,4 чоловіків також старших 18 років.
Середній дохід на одне домашнє господарство  становив 67 740 доларів США (медіана — 53 977), а середній дохід на одну сім'ю — 89 545 доларів (медіана — 81 500). Медіана доходів становила 61 667 доларів для чоловіків та 36 250 доларів для жінок. За межею бідності перебувало 4,0 % осіб, у тому числі 1,3 % дітей у віці до 18 років та 10,4 % осіб у віці 65 років та старших.
Цивільне працевлаштоване населення становило 668 осіб. Основні галузі зайнятості: освіта, охорона здоров'я та соціальна допомога — 19,0 %, науковці, спеціалісти, менеджери — 14,2 %, виробництво — 11,8 %, роздрібна торгівля — 9,6 %.